# Przednia Spalona

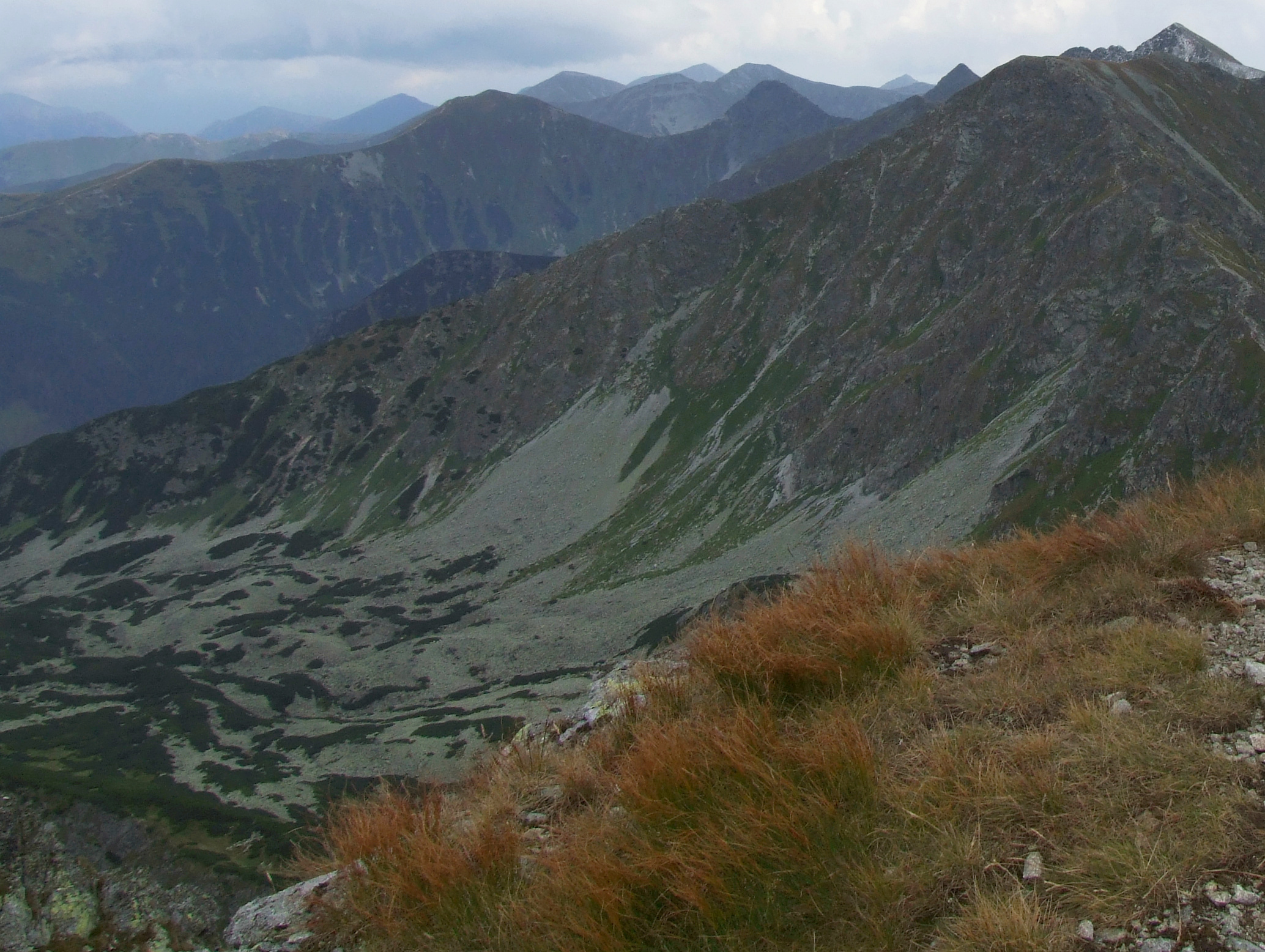
Przednia Spalona i Dolina Zadnia Salatyńska. Widok z Salatynów

Przednia Spalona (słow. Predná Spálená) – znajdujący się w słowackich Tatrach Zachodnich północno-wschodni grzbiet Spalonej Kopy oddzielający od siebie dwie doliny: Dolinę Zadnią Salatyńską i Małą Spaloną Dolinę. Obydwie te doliny to orograficznie lewe odgałęzienia Doliny Rohackiej. Obydwa zbocza Przedniej Spalonej są skaliste, strome, od strony Doliny Zadniej Salatyńskiej u podnóża znajdują się duże stożki piargowe.